# Ruurd Leegstra
Ruurd Gerbens Leegstra (Wonokesoemo, 29 giugno 1877 – Utrecht, 17 gennaio 1933) è stato un canottiere olandese.

## Carriera
Nato nelle Indie olandesi, Leegstra partecipò ai Giochi olimpici di Parigi 1900 con la squadra Minerva Amsterdam nella gara di otto, in cui conquistò la medaglia di bronzo.
Era il padre del giocatore di hockey su prato statunitense Tjerk Leegstra.

## Palmarès
| Anno | Manifestazione  | Sede   | Evento | Risultato |
| ---- | --------------- | ------ | ------ | --------- |
| 1900 | Giochi olimpici | Parigi | Otto   | Bronzo    |